# Bernard Yago

Kardinalswappen

Bernard Kardinal Yago (* Juli 1916 in Pass, Elfenbeinküste; † 5. Oktober 1997 in Abidjan) war ein ivorischer Geistlicher und Erzbischof von Abidjan.

## Leben
Bernard Yago studierte in Abidjan und Paris die Fächer Katholische Theologie und Philosophie. Er empfing am 1. Mai 1947 das Sakrament der Priesterweihe und arbeitete anschließend als Seelsorger und Lehrer an zwei Seminaren in seiner Heimat. Nach weiterführenden Studien war er in den Jahren 1959 und 1960 Berater der Katholischen Aktion in der Elfenbeinküste. 
Am 5. April 1960 ernannte ihn Papst Johannes XXIII. zum Erzbischof von Abidjan. Die Bischofsweihe spendete ihm am 8. Mai desselben Jahres der Papst selbst. Mitkonsekratoren waren Napoléon-Alexandre Labrie CIM, emeritierter Bischof vom Sankt-Lorenz-Golf, und Fulton John Sheen, Weihbischof in New York.
Bernard Yago nahm in den Jahren 1962 bis 1965 am Zweiten Vatikanischen Konzil teil und gehörte 1965 zu den Erstunterzeichnern des Katakombenpaktes. Am 2. Februar 1983 nahm ihn Papst Johannes Paul II. als Kardinalpriester mit der Titelkirche San Crisogono in das Kardinalskollegium auf. Die Leitung des Erzbistums Abidjan legte Kardinal Yago am 19. Dezember 1994 aus Altersgründen nieder. Er starb am 5. Oktober 1997 in Abidjan und wurde in der dortigen Kathedrale bestattet.